# Golden (Colorado)
Golden egy város az USA-ban, Colorado államban, Jefferson megye megyeszékhelye. Lakosainak száma 20 399 fő (2020. április 1.).

## Népesség
A település népességének változása:

| 2010 | 18 867 |
| 2020 | 20 399 |